# Guillaume de Vergy
Guillaume de Vergy (Borgogna, 1350 circa – Besançon, 1407) è stato uno pseudocardinale francese, creato dall'antipapa Clemente VII.

## Biografia
Nacque in Borgogna intorno al 1350.
L'antipapa Clemente VII lo elevò al rango di (pseudo) cardinale nel concistoro del 17 aprile 1391.
Morì nel 1407 a Besançon.